# Арбалет
Арбале́т (фр. arbalète від лат. arcuballista — «аркбаліста»), самостріл, заст. діал. ку́ша (пол. kusza) — вид зброї дальнього бою, розвиток конструкції лука, до якого додані ложе і механізм спуску, а також часто й механізм зведення. Арбалет переважає лук у точності та дальності стрільби, але має меншу скорострільність. Відомі ручні арбалети та їх збільшені станкові варіанти, що використовували при обороні фортець.
Для стрільби з арбалета використовували болти — особливі арбалетні стріли, які зазвичай були товстішими і коротшими ніж стріли лука, і, іноді, кулі (такий арбалет називався балістер або шнеппер). На війні використовували як ручні арбалети, так і їх збільшені станкові варіанти.

## Історія

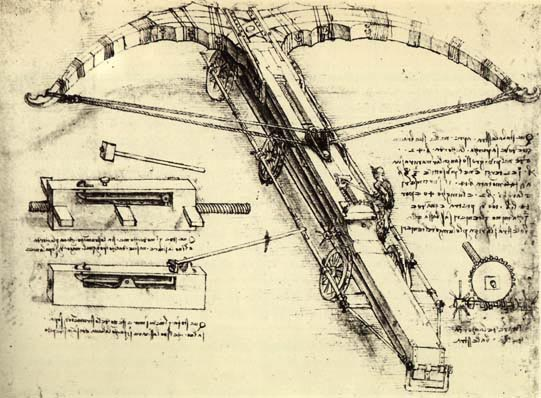
Ескіз арбалета Леонардо да Вінчі

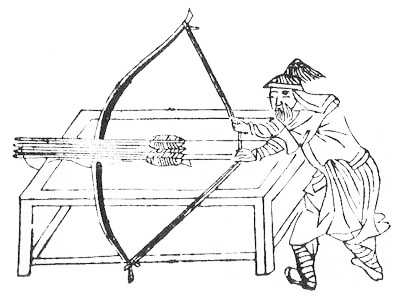
Китайський станковий арбалет

Однією з найбільших незручностей лука була необхідність під час прицілювання утримувати тятиву в натягнутому стані. Природно, виникала думка якось закріпити її, — запасти енергію. Але, мало було винайти механізм здатний надійно утримувати в натягнутому стані тугу тятиву, а потім, при натисканні на спуск, звільняти її, треба було ще й налагодити масове виробництво таких механізмів.

### Античність
Вперше ці проблеми були вирішені, напевно, у Стародавній Греції (Сиракузах) у V столітті до нашої ери. В Античності вже були відомі машини у вигляді великого лука з механізмом натягання і спуску (балісти, кейробалісти, оксибели, скорпіони), але вони були надто громіздкими для використовування однією людиною. Грецький арбалет називався гастрофетом (черевним луком), оскільки його конструкція передбачала вже не тільки спусковий механізм, а й важільний механізм зведення (а на важіль треба було навалитися животом). У II столітті до н. е. (а за іншими даними ще в IV столітті до н. е.) незалежно арбалети були винайдені в Китаї.

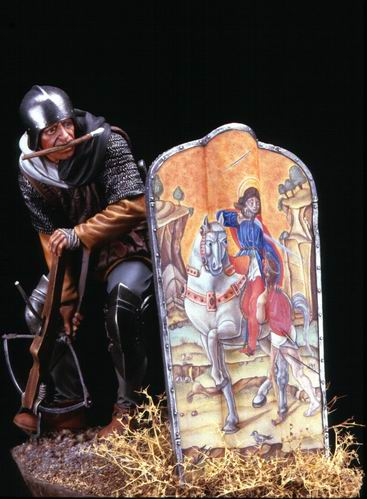
Арбалетник за щитом-павезою, XV століття (лялька-модель).

Таким чином, арбалети мають дуже давню історію. Проте доля цього винаходу виявилася дуже непростою. У Китаї арбалет, зігравши помітну роль в боротьбі з гунами в період династії Хань, пізніше був забутий, що дозволило з великою помпою знову винайти його в XI столітті.

### Середньовіччя
Знову арбалети починають згадуватися в Європі вже в епоху хрестових походів (очевидно, вони були запозичені в мусульман). Однак присутність зображення арбалетника на мініатюрі ще X століття — з біблії монастиря Сен-Жермен — вказує, що, принаймні, поодинокі випадки використання цієї зброї мали місце і раніше. Останнє, втім, не дивно, оскільки війни з арабами були частими і до хрестових походів. Так, «Хроніка Лівонії» (так звана «Хроніка Генріха Латвійського», вперше видана вона була Йоганном Даніелем Грубером за рукописом XVI ст.), описує активну участь арбалетників під час німецького завоювання Лівонії в перші роки XIII століття. На Русі арбалети відомі з 991 року: в новгородців.
У 1139 році церква накладає заборону на використання арбалета проти християн, називаючи його «смертоносною зброєю», проте на «невірних» ця заборона не розповсюджувалася. У Німеччині містяни використовували арбалет проти лицарів, які вважали арбалет підступною зброєю, негідною справжнього лицаря. Починаючи з XIV століття вірним супутником арбалетника стає щитоносець-павезьєр, що захищає його під час бою.
Поряд з ручними арбалетами використовували й великі польові, фортечні та облогові арбалети — аркбалісти, призначені для метання як стріл, так і каменів.
У XV—XVI століттях найкращими виробниками арбалетів вважали іспанців, голландців і німців, найвлучнішими ж арбалетниками показала себе генуезькі арбалетники.

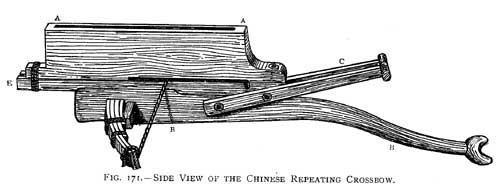
Китайський багатозарядний арбалет

Окремо треба зазначити китайські магазинні арбалети (чо-ко-ну). З'явилися вони в XII столітті і китайська армія використовувала їх до кінця XIX століття. Вони були досить слабкими — енергія не перевершувала 90 Дж, зате ефективний важіль дозволяв зводити їх швидко і докладаючи невелику силу. Болти в кількості 8-12 штук розташовувалися у верхньому магазині і скочувалися в жолоб під власною вагою. Скорострільність з прицілюванням досягала 8 пострілів на хвилину. На невеликій відстані магазинний арбалет був досить ефективний проти не захищених обладунками людей.
З розвитком ручної вогнепальної зброї (аркебуз і мушкетів) у XV—XVI століттях бойові арбалети починають виходити з ужитку. Але арбалет залишався поширеною мисливською зброєю, і в цій ролі досі зберігає своє значення.

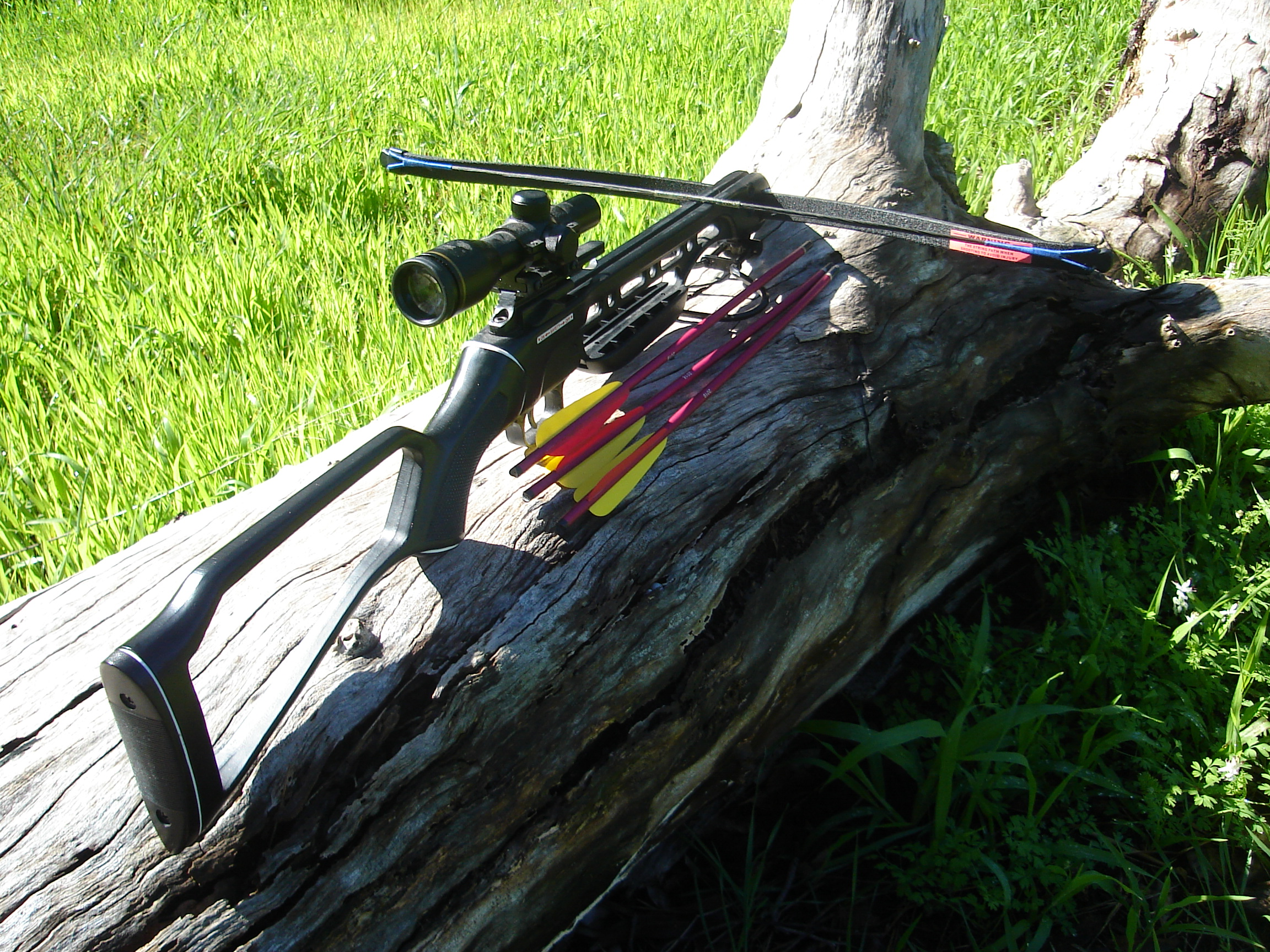
Сучасний арбалет

### Арбалети в XX—XXI ст
Під час Першої світової війни німецькі війська використовували арбалет як гранатомет.
В XX ст. арбалети використовували як бойову зброю у національно-визвольних війнах, частіше всього як самостріл-пастку.
З 1950-х років почав розвиватися арбалетний спорт. Одночасно були створені бойові арбалети сучасної конструкції, які використовують останні досягнення техніки, наприклад, лазерні приціли тощо. Таку зброю використовують сили спеціального призначення.
У вересні 2021 року в Полтаві 19-річна дівчина прийшла в школу з арбалетом і поранила двох вчителів.

## Будова

Схема зачіпного механізму арбалета: 1 — горіх, 2 — тятива, 3 — болт, 4 — спусковий важіль

Базовою частиною арбалета є ложе, усередині якого кріпиться спусковий механізм. На верхній поверхні ложа знаходиться напрямний паз для болтів, а на кінці ложа встановлювалися стремено і хрестовина із закріпленими на ній пружними елементами (плечима), які зазвичай виготовляються із сталі, дерева або рогу. Дуга військового арбалета робилася спочатку із звичайного лучного композиту, а пізніше з пружної сталі.

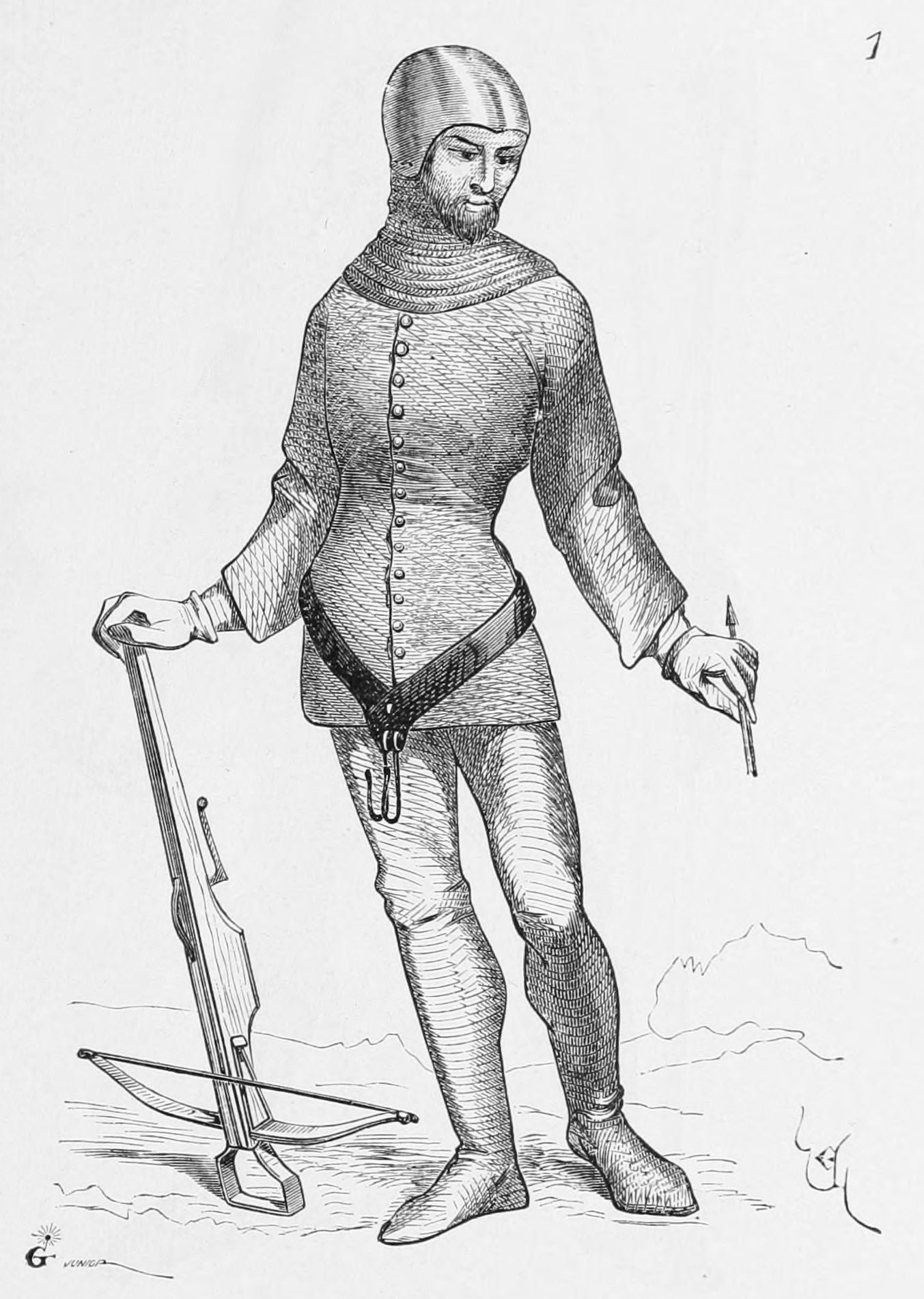
Арбалетник з поясним гаком

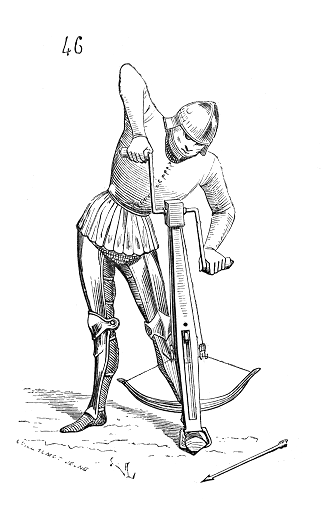
Зведення коловоротного арбалета

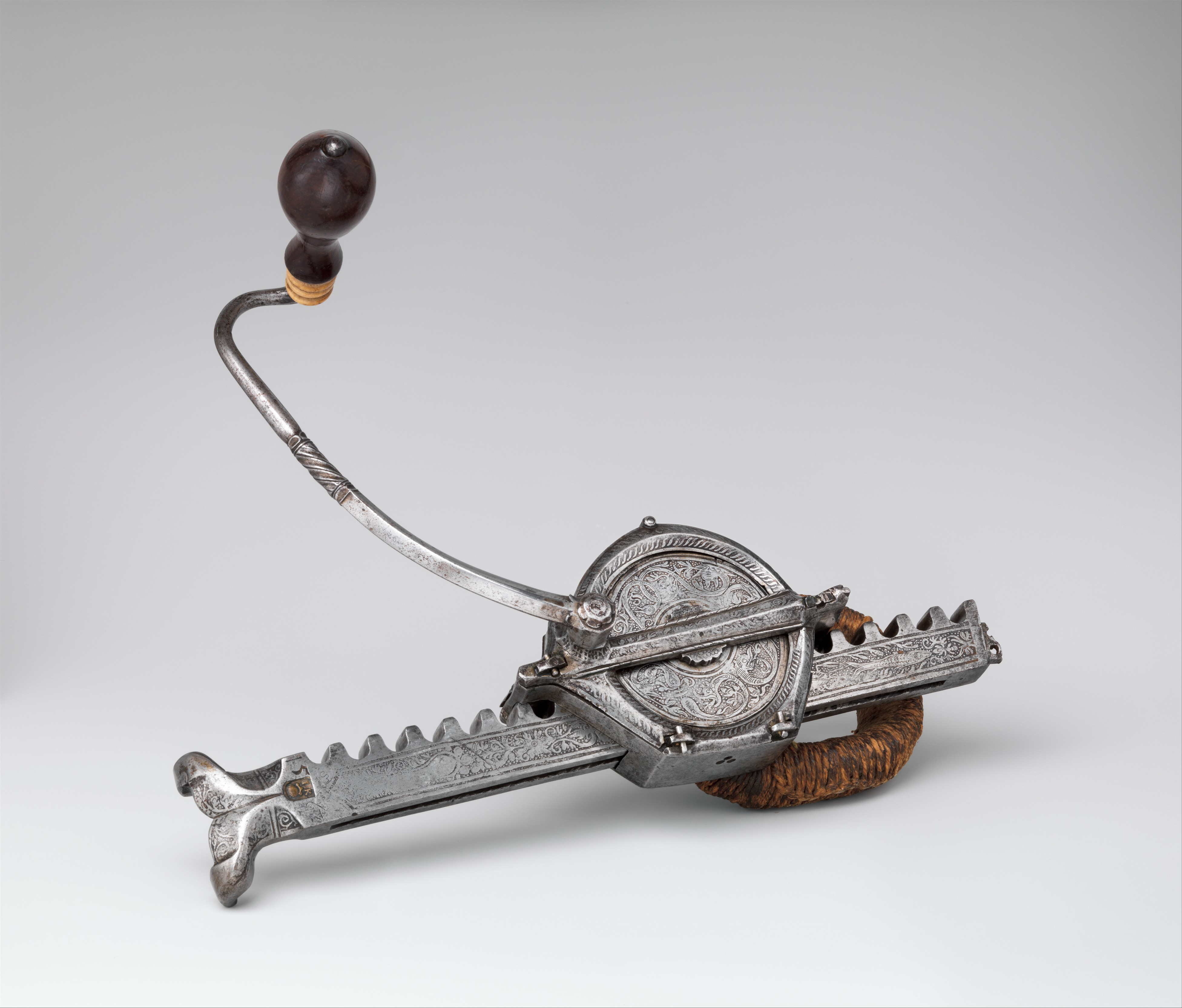
Кранекін, 1562 р.

Типовий спусковий механізм складався із спускового важеля, горіха (шайби з прорізом для хвостовика стріли і з зачепом для тятиви) і фіксуючої пружини. Коротше плече спускового важеля впиралося у виступ горіха, пружина тиснула на довге плече і утримувала механізм у зведеному положенні. Коли арбалетник натискав на спусковий важіль (аналог спускового гачка або шептала), коротке плече виходило із зачеплення з горіхом, який своєю чергою прокручувався навколо осі під дією тятиви і вивільняв її з зачепу.
Залежно від способу зведення тятиви середньовічні європейські арбалети поділялися на два основні типи — без спеціального механізму зведення (з ручним зведенням) і зі звідним механізмом

### Арбалет без механізму натягання
У найпростіших арбалетах тятиву натягували просто руками. Такі арбалети робилися з дерева та рогу, були не дуже потужні і через менші ніж в лука плечі поступалися йому потужністю. Їх єдиною перевагою була простота та зручність прицілювання. Пізніше в Європі було винайдено спосіб заряджання за допомогою поясного гака (варіант з подвійним ременем і рухомим блоком, що здійснював виграш у силі удвічі, відомий під назвою «самсонів пояс»). Цей гак висів на товстому широкому шкіряному поясі. Гаком чіпляли тятиву, присідали і ногою упиралися в стремено на кінці ложі за луком, а потім вставали і зводити арбалет в бойове положення. Перевагою цього способу була простота, а також те, що при цьому працювали м'язи ніг та корпусу, які помітно сильніші, ніж на руках. Відповідно арбалети почали робити потужнішими. Гачкова система зведення поширилася в Європі з XIII століття, до того арбалети зводилися руками. Руками ж зводився і найдавніші китайські арбалети, хоча в Середньовіччі китайці перейшли на систему важеля.
Конструкція деяких сучасних блокових арбалетів (з блоками на плечах і подвійною тятивою) передбачає можливість їх зведення руками, хоча вони й споряджені встановленим на задньому кінці ложа механічним натягачем.

### Арбалет з механізмом натягання
Однак класичними вважаються важкі арбалети з сталевими луками та механічними пристроями заряджання. Останніх відомо три — важільний (з механізмом типу «козяча нога»), «англійський» з коловоротом з двома рукоятками і «німецький» або кранекін із зубчасто-рейковим механізмом. Від випадкових пострілів захищав запобіжник, а спеціальна клямка не дозволяла стрілі випадати з арбалета при опусканні його вниз. У будь-якому випадку важкі арбалети були дорогою зброєю, що вимагала багато часу на перезарядження, бо важіль, блок або кранекін слід було надіти на арбалет, звести тятиву, зняти зарядний пристрій, вкласти стрілу і лише після цього стріляти. Однак незважаючи на усі недоліки, важкі арбалети були вельми потужною зброєю з натягом у кількасот кілограмів. Втім не слід забувати, що у луків робота пропорційна не лише накопиченій енергії, але і довжині ходу тятиви. Тому хоч важкі арбалети і були на порядок потужніші, ніж луки, що натягувалися руками, але внаслідок того, що хід стріли в луків був помітно більший, різниця в реальній силі пострілу була не настільки значна, як можна було б подумати, порівнюючи лише натяг зброї. Кожен наступний з названих типів був досконаліший попереднього, але вимагав більше часу на перезарядження. Тому чисельно переважали простіші арбалети.
Важільний механізм
Арбалет з важільним механізмом використовував для виграша в силі при натяганні принцип важеля. Сам важіль міг являти собою простий брусок, що кріпився заднім кінцем на ложі під тятивою і рухом дозаду зводив її в бойове положення; складніші варіанти включали конструкцію з двох з'єднаних брусків, один з яких кріпився гаком до переднього кінці ложі, другий нижнім кінцем упирався у тятиву. Досконалішим був металевий важіль («козяча нога»), який укладався ніжками на поперечні штифти ложі і чіплявся гаками за тятиву.
Коловоротний механізм
Потужніші арбалети зводилися коловоротним механізмом з двома руків'ями. Цей тип механізму з'явився, як вважається, в XV столітті, разом із початком застосування сталі для дуг лука. При заряджанні стрілець вставав ногою в стремено, чіпляв подвійним гаком тятиву і обертав коловорот обома руками. Подальше вдосконалення цього типу привело до додання двох блоків, які ще більше підвищували виграш у силі. Коловоротні механізми часто робили знімними: їх надівали на задній кінець ложа під час заряджання і знімали перед прицілюванням і пострілом.
Кранекін
Кранекі́н, кранеке́н (фр. cranequin) був потужнішим, але помітно дорожчим. Складався з пари зубчастих коліс, зубчастої рейки-кремальєри та руків'я (за принципом дії він нагадував важільний таль). Оснащений кранекеном арбалет можна було звести однією рукою.
Гвинтовий механізм
Рідшим є механізм натягання, в якому застосовується принцип гвинта.

Види механізмів зведення
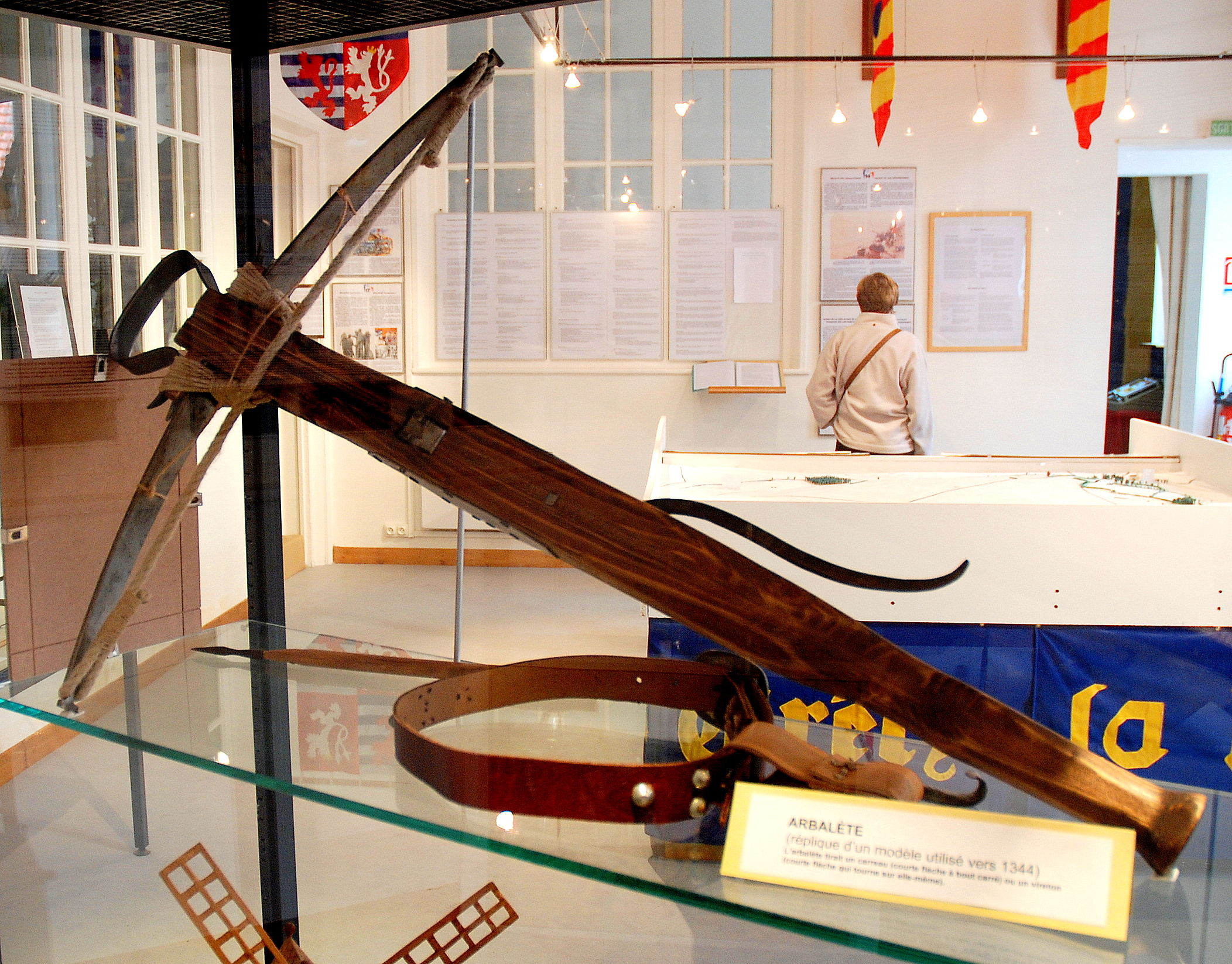
Арбалет з поясним гаком
Самсонів пояс
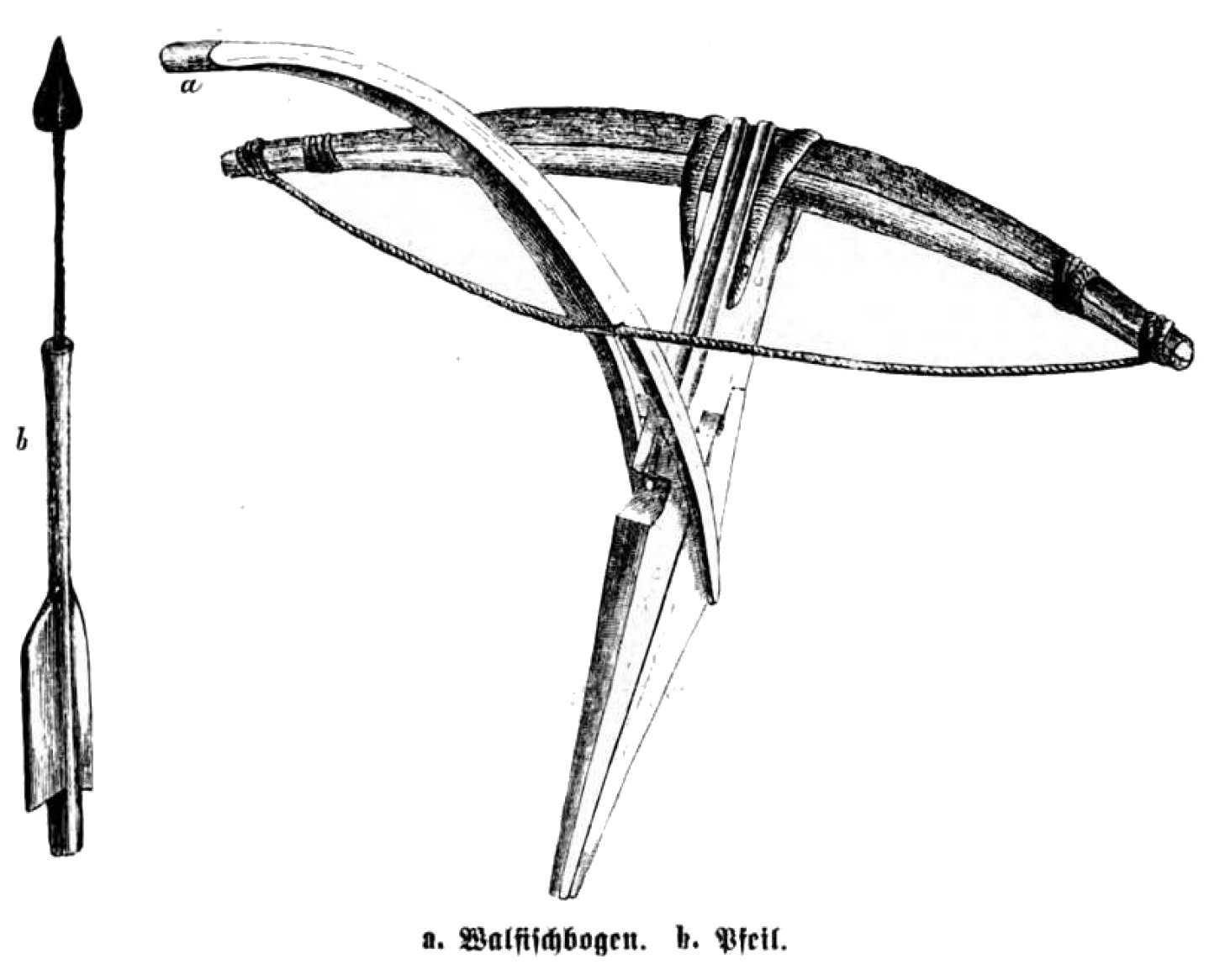
Арбалет з важелем
Арбалет з подвійним важелем
Арбалет з козячою ногою
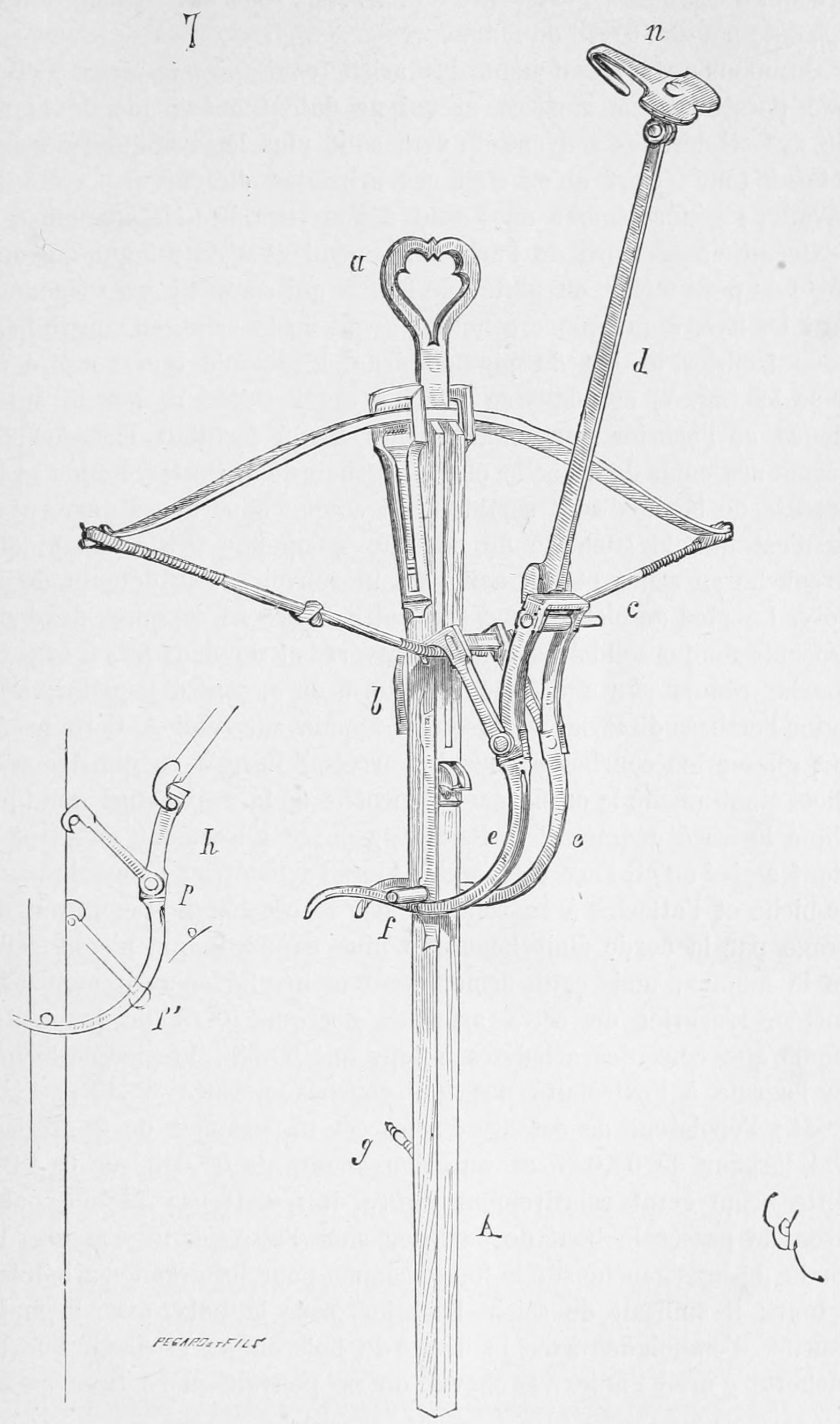
Арбалет з козячою ногою
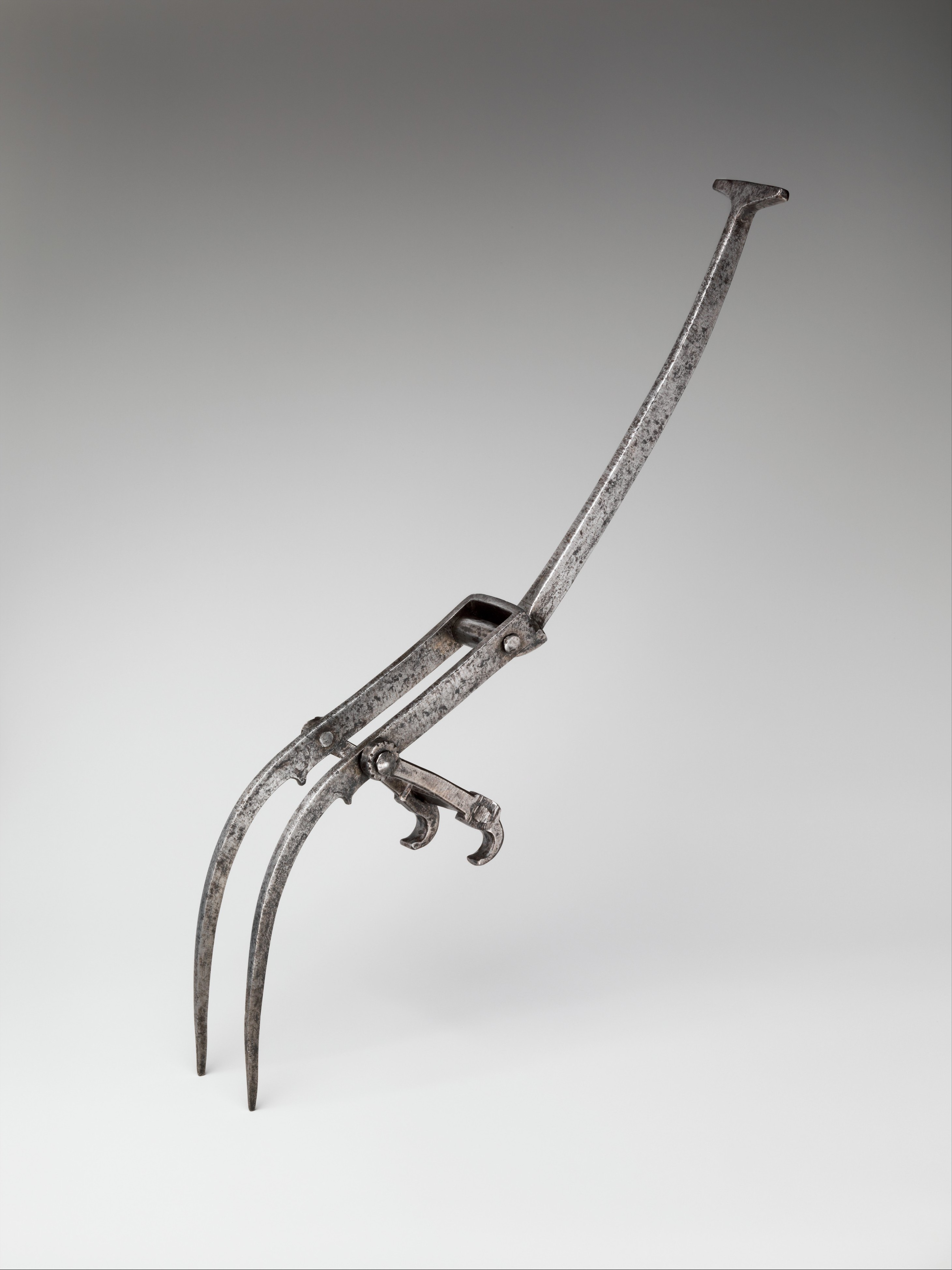
Козяча нога
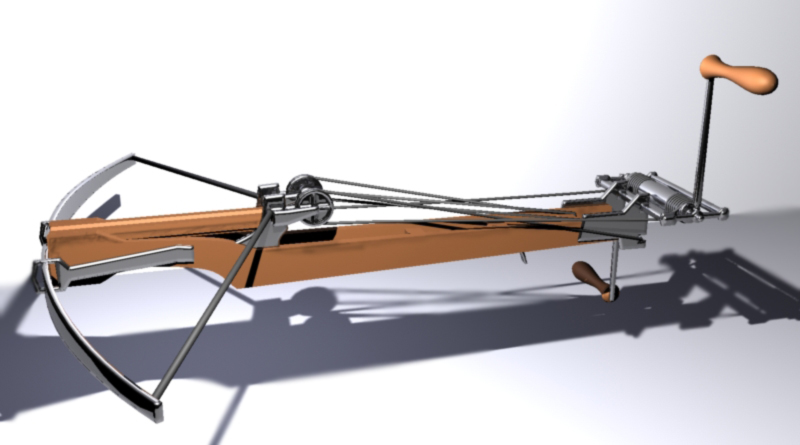
Арбалет з коловоротно-блоковим механізмом
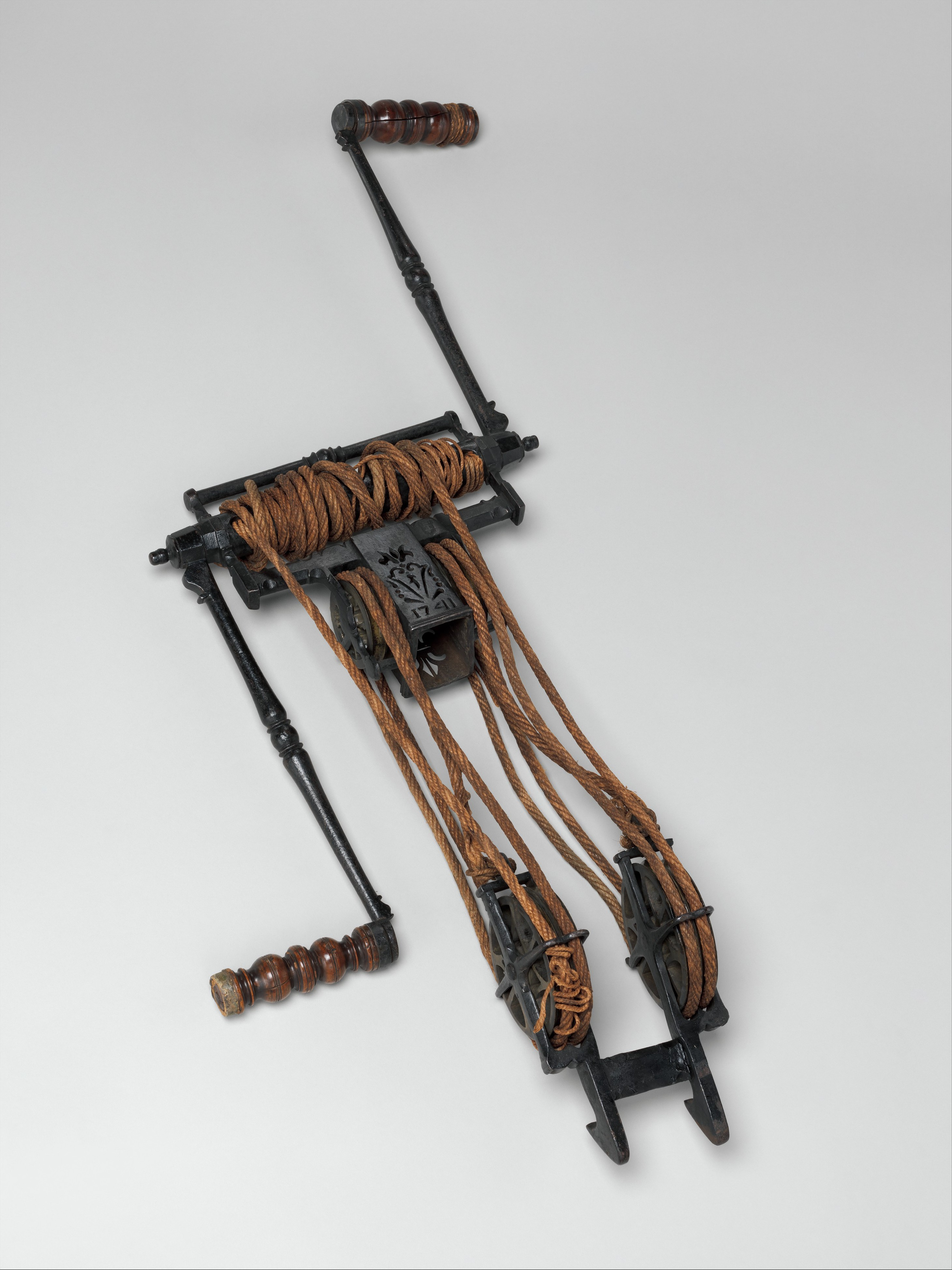
Арбалетний коловорот з 4 блоками, середина XVIII ст.
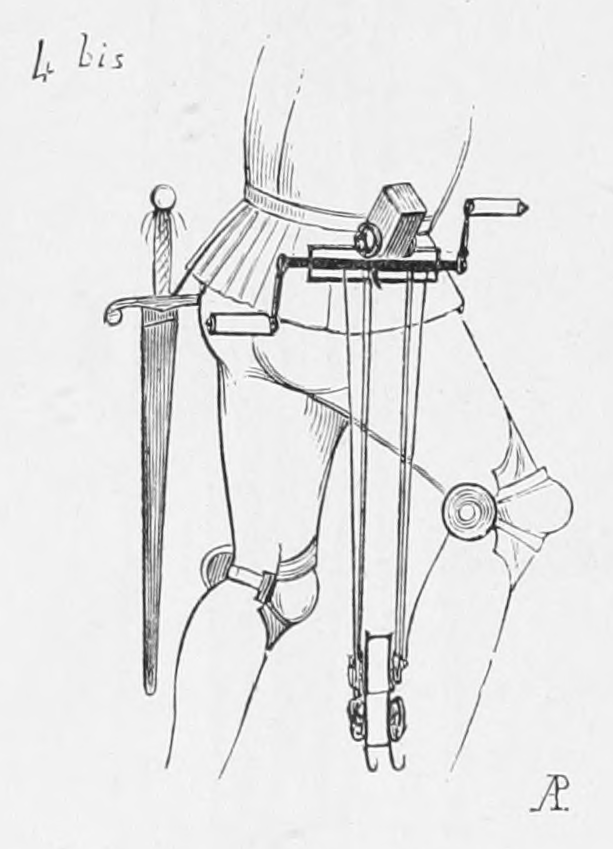
Перенесення знімного коловорота на поясі. Малюнок 1874 р.
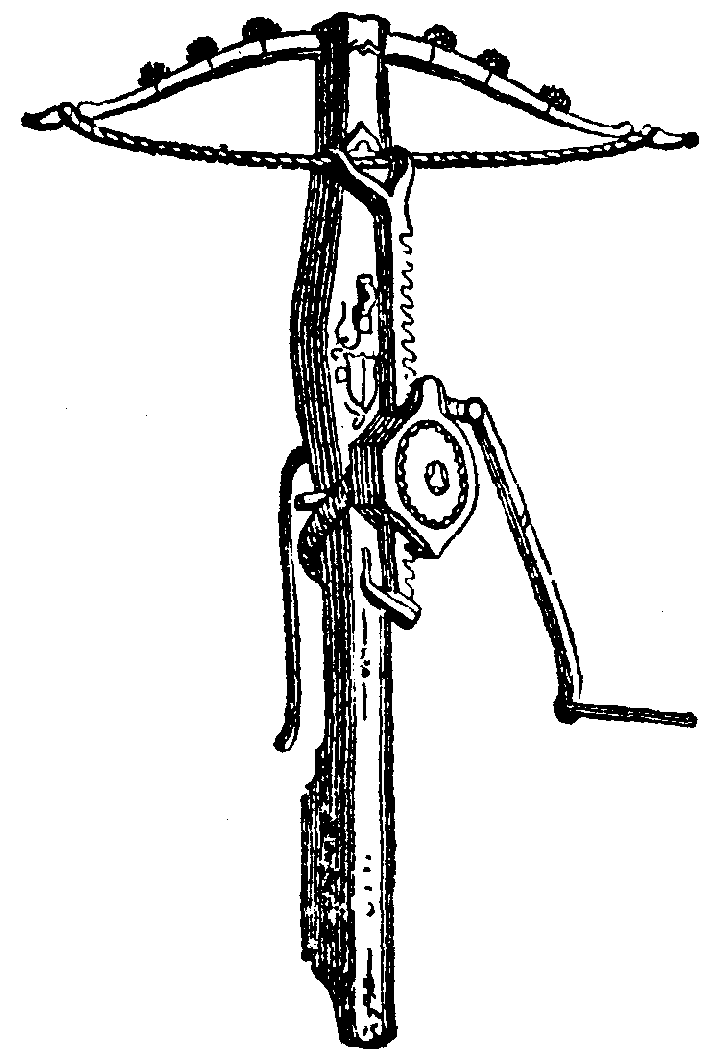
Арбалет з кранекіном
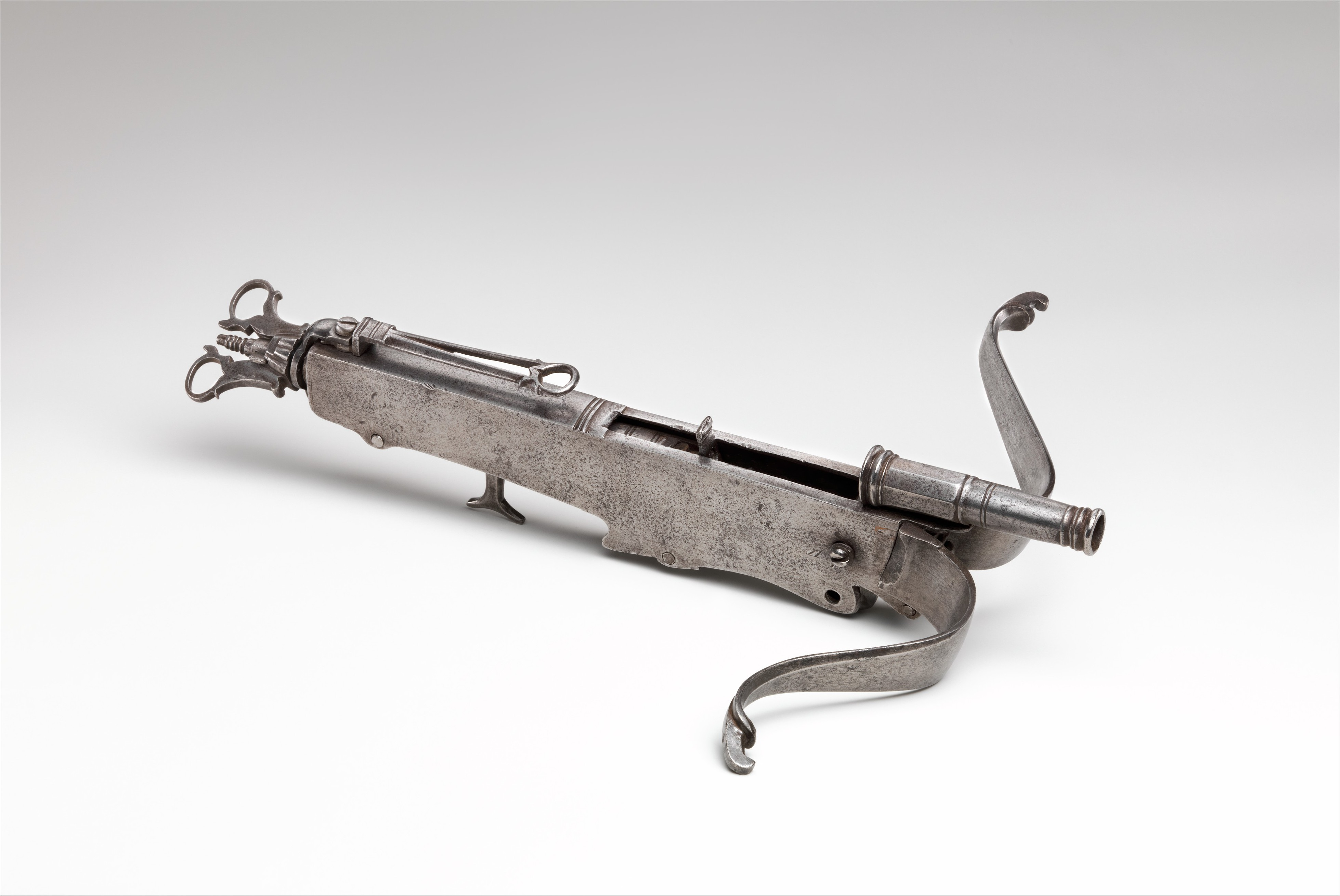
Арбалет з гвинтовим механізмом

## Використання

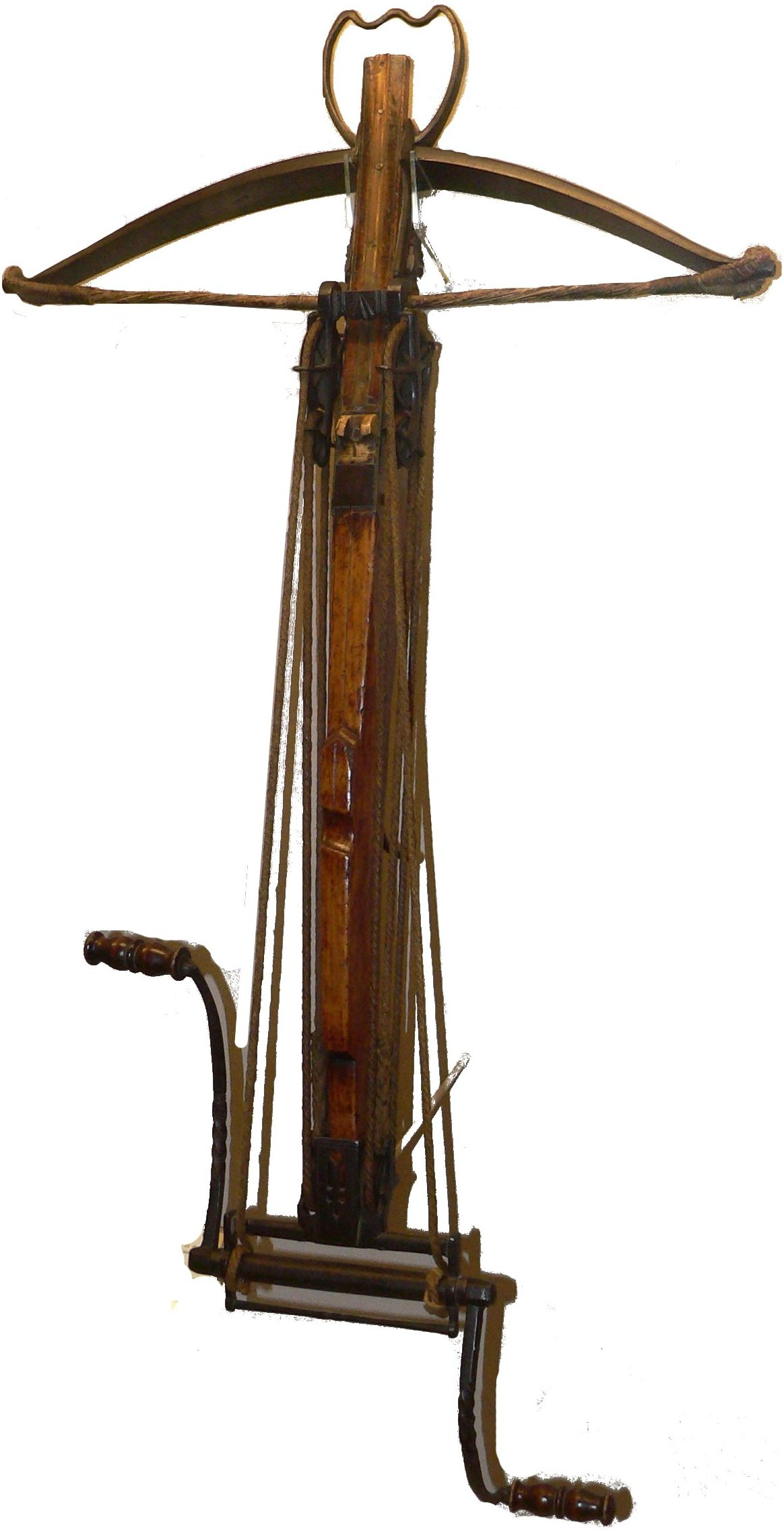
Важкий арбалет. Музей замку Морж, Швейцарія

Складна доля арбалета була зумовлена тим, що, рішуче перевершуючи лук в дальності і точності пострілу, а головне — в пробивний силі, він мав і вагомі недоліки — високу вартість і складність заряджання, значний у порівнянні з луком час перезаряджання.
Висока вартість обмежувала поширення арбалетів соціальними рамками — лише заможні ополченці могли дозволити собі таку зброю.
Однак у арбалета була незаперечна перевага. Лучникам доводилося роками навчатися стрільбі з лука, коли арбалетнику було досить зрозуміти механізм перезарядки і прицілювання.
Крім того, хоч пробивна сила арбалетних болтів і була велика, але сталевих кірас важільний арбалет не пробивав, а швидкість снаряда, хоча і була більшою, ніж у лука, але в абсолютному обчисленні залишалася незначною. Арбалетні болти, точно так само, як і стріли з лука, застрягали в щитах — навіть якщо наконечник і пробивав щит, держак все одно застрявав в ньому.
Виключаючи окремий випадок порівняно масового озброєння арбалетами піхоти династії Хань, справжнє визнання ця зброя отримала тільки в Європі з XIV століття, коли численні загони арбалетників стали неодмінною приналежністю лицарських армій. Вирішальну роль у піднятті популярності арбалетів зіграло те, що з XIV століття їх тятива стала натягатися коловоротом. Таким чином, обмеження, що накладаються на силу натягу, фізичними можливостями стрільця, були зняті, і легкий арбалет став важким — його перевага в пробивний силі над луком стала величезною — болти почали пробивати навіть суцільний обладунок. При цьому коловорот дозволяв зводити арбалет без особливих зусиль.
Гірші зразки арбалетів довго виготовлялися з дерев'яними дугами, що зводило їх переваги над луками до мінімуму — до зручності прицілювання. Однак, арбалети гранично спрощеної конструкції — з дерев'яним луком і без спускового механізму (тятива в натягнутому стані чіплялася за пологий виступ ложа, звідки стикалася просто нігтем великого пальця) були поширені серед браконьєрів аж до XVII століття. Снарядом для подібних пристроїв частіше служила не стріла, а камінь або свинцева куля (арбалети-балістери).
Зводилися найстародавніші арбалети або важелем, або поясним гаком (арбалетник наступав ногою в стремено на кінці жолоба арбалета, нахилявся, зачіпав гаком тятиву — і потім розгинався, якщо міг), або просто двома руками (тятива в цьому разі робилася широкою, щоб не різати пальці).
Арбалети в порівнянні з луками економили фізичну енергію стрільця. Хоча натяг арбалета перевершував натяг лука у багато разів (наприклад, для зведення китайського арбалета треба було вижати понад 130 кг), навіть безколоворотні арбалети зводити було значно простіше, бо для зведення арбалета і натягнення лука використовуються різні групи м'язів. Також навантаження знижувалася за рахунок того, що при натягу лука потрібно витримати баланс між силою, точністю та швидкістю рухів, а для арбалета була важлива тільки сила. У результаті якщо натяг лука завжди обмежувався фізичним розвитком стрільця, то натяг арбалета — переважно міцністю спускового механізму.
З іншого боку, навіть легкі арбалети мали енергію пострілу до 150 Дж, проти порядку 50 Дж у луків. Можливість використовувати для натягування тятиви важіль, ноги, або хоча б вісім пальців (замість двох), дозволяла навіть при вдвічі коротшому лукові (у важільних — зазвичай 65 см, у ручних і гакових конструкцій — до 80 см) домогтися значного збільшення потужності зброї.
Болт з легкого арбалета міг мати вагу 50 г і початкову швидкість до 70 м/с. Летіли такі болти на 250 метрів і небезпечні були до 150 метрів, причому кольчуга пробивалася з 80 метрів, а поблизу пробивався і обладунок з шкіри і заліза.
Скорострільність легкого арбалета (при важільної конструкції) досягала 4 постріли в хвилину. Прицільна дальність становила 60 метрів.
У XVI—XVII століттях вживалися полегшені арбалети з невід'ємними рейковим («німецьким») коловоротом та сталевою дугою. Довжина дуги була зменшена до 80 см, а обслуга скорочена до однієї людини. Скорострільність знову була підвищена до 4 пострілів на хвилину, але початкова енергія болта вже не перевищувала 250 Дж.
Дальність польоту болта в XVI столітті не перевищувала 330 метрів. Сучасних їм обладунків ці арбалети вже не пробивали — бронебійні функції взяла на себе вогнепальна зброя, однак за рахунок збільшення початкової швидкості снаряда та удосконалення прицільних пристосувань точність пострілу стала задовільною до 80 метрів, причому на цій відстані болти були досить небезпечні.
Великою перевагою арбалета була і висока точність стрільби, порівнянна тільки з такою у нарізної зброї XVII—XVIII століть. Це досягалося не тільки зручністю прицілювання, але і тим, що тятива рухалася в одній площині зі стрілою. Крім того, як зазначалося вище, арбалет міг мати і прицільні пристосування.
Значно підвищувала точність пострілу і конструкція снаряда — найкращий стрілець стріляв точно, тільки поки користувався своїми стрілами, до яких звик. Але, таких у нього могло бути не так вже й багато, і коли лучники починали подавати з обозу казенні стріли, точність стрільби падала в рази. Короткі арбалетні болти мали істотно менш виражену «індивідуальність». Вони не тільки були стандартніші, ніж довгі стріли, але і мали меншою мірою зміщений центр аеродинамічного опору.

## Геральдика

Герб Києва в XVII—XVIII століттях

Арбалет є однією з негеральдичних гербових фігур. Зображення цієї зброї присутнє на польському шляхетському гербі Куша (буквально — «Арбалет»). У XVII—XVIII століттях арбалет зображувався на гербі Києва, зараз його зображення присутнє на гербі Подільського району цього міста.

## Інше
На початку XX ст. «арбалетом» могли називати посох Якова — старовинний астрономічний і навігаціний інструмент для вимірювання висот світил.